# ブライアン・ギブンス
ブライアン・アレン・ギブンス（Brian Allen Givens、 1965年11月6日 - ）は、アメリカ合衆国出身の元プロ野球選手（投手）。

## 来歴・人物
1984年のMLBドラフトでニューヨーク・メッツから10巡目（全体234位）指名を受け入団。
4年目の1987年にはAAAのタイドウォーター・タイズに昇格し、マイナーリーグでは先発投手を務めていた。1990年6月19日にマリオ・ディアズとのトレードでシアトル・マリナーズに移籍したが1992年に放出され、同年カンザスシティ・ロイヤルズに入団した。
1993年オフにシカゴ・ホワイトソックス、1994年オフにミルウォーキー・ブルワーズへ移籍。
1994年8月から1995年4月にかけてMLB史上最長のストライキが実施された影響で、1995年のスプリングトレーニングにはオーナー側の命令で代替選手として参加。そのため、スト破りを行った報復措置としてメジャー昇格後も選手会への加入を認められなかった。
1995年6月24日にメジャー初登板を果たした。7月16日にはシカゴ・ホワイトソックスからメジャー初勝利を挙げている。同年は19試合に先発して5勝を挙げ、26,000ドル増の年俸135,000ドルで契約を更改した。1996年はメジャーで6月の4試合に先発して3敗を喫したが、AAAのニューオーリンズ・ゼファーズでは10勝を挙げている。同年12月に西武ライオンズと年俸5,000万円（推定）で入団契約を結んだ。
1997年はオープン戦で四死球で崩れるパターンが多かったが、シーズンに入ると外国人投手としてはパ・リーグ初の、初登板での完封勝利を達成した。伊東勤の好リードもあって4月30日にも完封勝利を挙げたが、その後は制球難などで勝利がなかった。7月にはチームはルディ・ペンバートンを獲得し、外国人枠の制限からギブンスが二軍に行く予定だった。7月4日に好投を見せて2ヶ月ぶりの勝利を挙げたため一軍での起用が続いたものの、8月15日の対オリックス戦では先発して先頭打者本塁打の後に2連続の押し出しがあって0回1/3で降板し、以降は敗戦処理として起用された。10月12日に試合前の打撃練習で手首を痛め、日本シリーズの第四戦に四点リードされた場面で登板したが佐藤真一に二点本塁打を打たれる等散々な結果に終わり、シーズン終了後に解雇。
1998年に独立リーグ・アトランティックリーグのニューアーク・ベアーズに入団。この年限りで現役を引退した。

## プレースタイル
身長198cmと大柄だったが、球速は140km/hそこそこで低めに変化球を集め、エリック・ヒルマンに近いタイプと言われた。カーブを決め球としており、コントロールの悪さが課題だった。他にシンカーも投げる。

## 詳細情報

### 年度別投手成績
| 年 度    | 球 団    | 登 板 | 先 発 | 完 投 | 完 封 | 無 四 球 | 勝 利 | 敗 戦 | セ 丨 ブ | ホ 丨 ル ド | 勝 率 | 打 者 | 投 球 回 | 被 安 打 | 被 本 塁 打 | 与 四 球 | 敬 遠 | 与 死 球 | 奪 三 振 | 暴 投 | ボ 丨 ク | 失 点 | 自 責 点 | 防 御 率 | W H I P |
| -------- | -------- | ----- | ----- | ----- | ----- | -------- | ----- | ----- | -------- | ----------- | ----- | ----- | -------- | -------- | ----------- | -------- | ----- | -------- | -------- | ----- | -------- | ----- | -------- | -------- | ------- |
| 1995     | MIL      | 19    | 19    | 0     | 0     | 0        | 5     | 7     | 0        | --          | .417  | 481   | 107.1    | 116      | 11          | 54       | 0     | 3        | 73       | 3     | 2        | 71    | 59       | 4.95     | 1.58    |
| 1996     | MIL      | 4     | 4     | 0     | 0     | 0        | 1     | 3     | 0        | --          | .250  | 81    | 14.0     | 32       | 3           | 7        | 0     | 0        | 10       | 0     | 0        | 22    | 20       | 12.86    | 2.79    |
| 1997     | 西武     | 19    | 13    | 2     | 2     | 0        | 4     | 6     | 0        | --          | .400  | 354   | 77.2     | 80       | 7           | 58       | 1     | 4        | 45       | 5     | 0        | 47    | 44       | 5.10     | 1.78    |
| MLB：2年 | MLB：2年 | 23    | 23    | 0     | 0     | 0        | 6     | 10    | 0        | --          | .375  | 562   | 121.1    | 148      | 14          | 61       | 0     | 3        | 83       | 3     | 2        | 93    | 79       | 5.86     | 1.72    |
| NPB：1年 | NPB：1年 | 19    | 13    | 2     | 2     | 0        | 4     | 6     | 0        | --          | .400  | 354   | 77.2     | 80       | 7           | 58       | 1     | 4        | 45       | 5     | 0        | 47    | 44       | 5.10     | 1.78    |

### 個人記録
MLB
- 初登板、初先発：1995年6月24日、対デトロイト・タイガース戦（タイガー・スタジアム）、4回1/3を3失点
- 初勝利：1995年7月16日、対シカゴ・ホワイトソックス戦（ミルウォーキー・カウンティ・スタジアム）、8回1失点

NPB
- 初登板、初先発、初完投、初完封：1997年4月10日、対オリックス・ブルーウェーブ戦（西武球場）、9回 被安打5、無失点

### 背番号
- 13 （1995年 - 1996年）
- 50 （1997年）